# Carollia brevicauda
Carollia brevicauda är en däggdjursart som först beskrevs av Schinz 1821.  Carollia brevicauda ingår i släktet Carollia och familjen bladnäsor. Inga underarter finns listade i Catalogue of Life.
Artepitet i det vetenskapliga namnet är bildat av de latinska orden brevis (kort) och cauda (svans).

## Utseende
Arten har en genomsnittlig kroppslängd (huvud och bål) av 58,3 mm, en kort svans (cirka 6,2 mm) och en vikt av 12,5 till 13,7 g. Djurets päls är gråbrun och honor är mindre än hannar. Liksom hos andra familjemedlemmar förekommer en hudflik på näsan som liknar ett blad. De yttre framtänderna i underkäken är stora vad som skiljer arten från Carollia perspicillata. På underarmarna som i genomsnitt är 38,5 mm långa finns hår. Arten har en diploid kromosomuppsättning med 20 eller 21 kromosomer.

## Utbredning
Denna fladdermus förekommer i norra Sydamerika och södra Centralamerika från Panama till centrala Bolivia och centrala Brasilien. Arten finns även på ön Trinidad. Habitatet utgörs främst av tropiska fuktiga skogar men savanner och odlade områden uppsöks likaså. Individerna lever i låglandet och i bergstrakter upp till 2150 meter över havet.

## Ekologi
Carollia brevicauda äter frukter, blommor, nektar och olika insekter. Enligt olika iakttagelser föredras frukter av pepparsläktet (Piper). När arten äter frukter från odlade områden betraktas den som skadedjur. Fortplantningstiden bestäms av populationens utbredningsområde. Honor är 2,5 till 3 månader dräktig och föder en unge per kull. Denna fladdermus hittas ofta i samma gömställe som Carollia perspicillata. Den vilar i grottor, bergssprickor, byggnader och under bananblad.

## Hot
IUCN listar arten som livskraftig (LC) då hot saknas och på grund av en stabil population. Norr om Amazonfloden är Carollia brevicauda vanligare.